# 联邦选举委员会
联邦选举委员会（英語：Federal Election Commission，FEC）是一个旨在监管美国联邦选举时竞选资金使用的独立机构。1974年修改联邦选举法后成立该委员会。
与其他国家的类似名称机构不同，美国联邦选举委员会并不负责举办或管理选举；依美国宪法，选举由各州负责举办。

## 委员
联邦选举委员会由六位成員组成，均由总统提名，并须参议院同意。每位成員任期六年，每两年改任其中的两名。但是，成員的任期屆滿後將繼續任職，直到參議院同意繼任者為止﹐但可以隨時辭職。根据法律，委员会里不能有超过三位成員来自同一个政党，確保決策是沒有黨派色彩。每个委员会的决议需要至少四名成員同意，其中主席無表決權。主席由六名成員每年轮流担任，但在每位成員的每个六年任期中只能担任一次主席。但是，如果成員的任職期超過六年，並且未任命任何繼任者，則可以多次擔任主席。

## 现任成員
| 姓名                 | 职务   | 政党   | 提名总统  | 就职时间       | 任期                                                                             |
| -------------------- | ------ | ------ | --------- | -------------- | -------------------------------------------------------------------------------- |
| Shana M. Broussard   | 主席   | 民主党 | 唐納·川普 | 2020年12月15日 | 2023年4月30日 任期已完結—繼續任職直到任命繼任者為止，繼任者將任職到2029年4月30日 |
| James E. Trainor III | 副主席 | 共和党 | 唐納·川普 | 2020年5月19日  | 2023年4月30日 任期已完結—繼續任職直到任命繼任者為止，繼任者將任職到2029年4月30日 |
| Dara Lindenbaum      | 委员   | 民主党 | 喬·拜登   | 2022年8月2日   | 2027年4月30日                                                                    |